# Ewald Muther
Ewald Muther (* 1934) ist ein Musiker und Komponist aus dem Schweizer Kanton Wallis. 
In seiner Jugendzeit arbeitete er im Landwirtschaftsbetrieb seiner Grosseltern im Simplongebiet. Während seiner Schulzeit war er Mitglied des Musikvereins Saflisch, Termen, und spielte dort Saxophon, Posaune und Bass. 1956 begann er mit einem Veterinärmedizinstudium an den Universitäten Bern und Freiburg, das er mit einem Doktorgrad abschloss. In Visp führte er anschliessend eine Praxis für Gross- und Kleintiere. 
Sein musikalisches Interesse galt vor allem der Kirchenmusik. Er war Mitglied des Kirchenchors Ried-Brig, erst als Sänger und später als Organist und Dirigent. 1963 komponierte er Zer Tafernu, sein erstes Chorlied. Es folgten weitere Lieder für Solo, Duett, Terzett, Quartett und gemischten Männerchor. Die walliser- und schweizerdeutschen Texte zu seinen Kompositionen verfasste er meist selbst. 2000 wurde eine von ihm komponierte Jodlermesse uraufgeführt. Ewald Muther dirigierte in seiner Laufbahn verschiedene Jodelklubs und spielte in der Ländlerkapelle Tafernabüobu den Kontrabass.

## Auszeichnungen
- 1995 Päpstliche Verdienstmedaille Benemerenti
- 2001 Goldener Violinschlüssel für seinen Einsatz für den Jodelgesang